# Corpataux-Magnedens
Corpataux-Magnedens (toponimo francese) è stato un comune svizzero del Canton Friburgo, nel distretto della Sarine.

## Storia
Il comune di Corpataux-Magnedens è stato istituito il 1º gennaio 1999 con la fusione dei comuni soppressi di Corpataux e Magnedens; il 1º gennaio 2016 è stato accorpato agli altri comuni soppressi di Farvagny, Le Glèbe, Rossens e Vuisternens-en-Ogoz per formare il nuovo comune di Gibloux.

## Società

### Evoluzione demografica
L'evoluzione demografica è riportata nella seguente tabella:
Abitanti censiti